# 雷诺·库斯科斯基
雷诺·伊萨基·库斯科斯基（芬蘭語：Reino Iisakki Kuuskoski，1907年1月18日—1965年1月27日），芬兰政府官员及律师。他在1946至1947年间担任议会监察使，1958至1965年间担任芬兰最高行政法院院长。他在1958年临时内阁中担任了4个月的芬兰总理，以及在1953至1954年间担任司法部长。
库斯科斯基是乌尔霍·吉科宁总统的朋友及长期支持者。他的政党立场是农村联盟，尽管他并非是活跃的从政人物。